# Ředitelské volno
Ředitelské volno je den v období školního vyučování, ve kterém se na určité základní nebo střední škole nevyučuje, ačkoliv není sobota, neděle, státní svátek ani prázdniny. O vyhlášení ředitelského volna rozhoduje ředitel školy. V jednom školním roce může ředitel školy vyhlásit nejvýše 5 dnů ředitelského volna.
Vyhlášení ředitelského volna je upraveno § 24 školského zákona (zákon č. 561/2004 Sb., o předškolním, základním, středním, vyšším odborném a jiném vzdělávání).